# G.A.D.
G.A.D. je drugi studijski album punk rock sastava Hladno pivo. Album je 1995. godine objavila diskografska kuća Croatia Records. Hitovi s ovog albuma su "Šank" i "Rigolleto".

## O albumu
Naslovnica albuma prikazuje muškarca koji se jednom svojom polovinom nalazi u stanu gledajući televiziju, a drugom se polovicom nalazi u kafiću.
Na ovaj način prikazan je kontrast između javnog i intimnog prostora, na koje se vjerojatno sadržajno referiraju pjesme na albumu. Većina pjesama tako iskazuje kritiku tadašnjih društveno političkih prilika, dok je nekoliko pjesama intimističkog karaktera, poput skladbi "Razmišljam", "Tišina" i "Usamljeni u gomili". 
Pjesme "Od buđenja do dnevnika", "7. noć" (pjesma ismijava negdašnju zabavno glazbenu emisiju `Sedma noć´ koja se u to vrijeme emitirala na HRT-u nedjeljom navečer, otud naziv) i "MTV" (otpjevana na engleskom), između ostalog tematski govore i o gledanju televizije.
Album donosi i dvije obrade. Pjesma naslovljena „Country (will the circle be unbroken)“ ustvari je obrada kršćanskog duhovnog himna kojeg su izvodili i mnogi drugi izvođači. Izvorna skladba nosi naziv "Will the Circle Be Unbroken?", premda se inačica koju izvodi Hladno pivo inače naziva „Can the Circle Be Unbroken (By and By)“, iako se koristi i naziv „Will the Circle Be Unbroken“.
Druga obrada »Bila je...«,  je inačica francuske šansone "Elle était si jolie" (na francuskom, bila je tako lijepa) koju je na Euroviziji 1963. izveo francuski pjevač Alain Barrière. Inačica koju izvodi Hladno pivo uglavnom se oslanja na obradu koju je izveo srpski punk rock sastav Pekinška patka.
Ovaj album je na inzistiranje tadašnjeg basista Davora Kodžomana snimljen u studiju Oktava - Digital Jurice Grossingera.
Sami članovi Hladnog piva za album kažu da je „G.A.D. najbolje prodavana loše snimljena ploča u povijesti hrvatske diskografije“.

## Citat
Producent albuma Dragaš na omotu reizdanog albuma iz 2004. kaže:
| „ | Živce smo pogubili na snimanju, odabrali smo studio koji nije bio primjeren Hladnom pivu i zato je album, smješten gotovo sav u previsokim tonskim registrima, zvučao produkcijski pretanko. Ipak, čak ni taj nedostatak nije uništio tekstovnu, glazbenu i sviračku ubojitost Hladnog piva koje je palilo i žarilo po hrvatskim i slovenskim klubovima kao strahovito moćan, energičan i brz punk rock sastav s melodijama i refrenima podesnima i za pjevanje na stadionima. „G.A.D“ je produkcijski mogao ispasti bolje, no pjesmama se ne može ama baš ništa zamjeriti. Hladno pivo je jedino imalo muda oslikati surovu stvarnost Hrvatske sredine 90-ih. | ” |
|   | |   |

## Popis pjesama
1. "Razmišljam" - 2:26
2. "U ritmu dlakave guze" - 2:27
3. "Šank" - 2:53
4. "Moralne dileme vlasnika BMW-a" - 3:11
5. "Izlazak u grad" - 2:10
6. "Tamburaši" - 2:41
7. "Country (Will The Circle be Unbroken)" - 2:17
8. "Od budenja do dnevnika" - 3:04
9. "Diznilend" - 2:05
10. "Rigoletto" - 1:22
11. "MTV" - 2:39
12. "7. Noć" - 1:58
13. "Usamljeni u gomili" - 3:28
14. "Tišina" - 3:50
15. "Bila je..." - 2:29

## Izvođači
- Milan Kekin - Mile (vokal)
- Zoran Subošić - Zoki (gitara)
- Mladen Subošić - Suba (bubnjevi)
- Davor Kodžoman - Hadžo (bas-gitara)

## Vanjske poveznice
- Croatia Records